# Irland i Junior Eurovision Song Contest
Irland debuterade i Junior Eurovision Song Contest 2015 och har till och med 2024 deltagit 9 gånger. En nationell uttagning spelades in i september och sändes under oktober och november ett avsnitt i taget, med final 8 november.

## Deltagare
| År               | Artist                            | Bidrag             | Översättning              | Placering | Poäng |
| ---------------- | --------------------------------- | ------------------ | ------------------------- | --------- | ----- |
| 2015             | Aimee Banks                       | "Réalta na mara"   | Havets stjärna            | 12        | 36    |
| 2016             | Zena Donnelly                     | "Bríce ar bhríce"  | Sten för sten             | 10        | 122   |
| 2017             | Muireann McDonnell                | "Súile glasa"      | Gröna ögon                | 15        | 54    |
| 2018             | Taylor Hynes                      | "IOU"              | Jag står i skuld till dig | 15        | 48    |
| 2019             | Anna Kearney                      | "Banshee"          | -                         | 12        | 73    |
| Deltog inte 2020 |                                   |                    |                           |           |       |
| 2021             | Maiú Levi Lawlor                  | "Saor (Disappear)" | Försvinna                 | 18        | 44    |
| 2022             | Sophie Lennon                     | "Solas"            | Ljus                      | 4         | 150   |
| 2023             | Jessica McKean feat.Sophie Lennon | "Aisling"          | En dröm                   | 16        | 42    |
| 2024             | Enya Cox Dempsey                  | "Le chéile"        | Tillsammans               | 15        | 55    |